# Right Here Waiting
«Right Here Waiting» (en español: «Esperándote justo aquí») es una power ballad escrita e interpretada por el cantautor y músico estadounidense Richard Marx. La balada fue grabada para el segundo álbum de estudio Repeat Offender (1989). Alcanzó el puesto número 1 en el Billboard Hot 100 y el puesto 2 en la Lista de Sencillos del Reino Unido.

## Antecedentes y letra
"Right Here Waiting" fue el segundo corte del disco Repeat Offender, luego de "Satisfied". Marx escribió esta canción durante el rodaje de una película en Sudáfrica, que contaba con el entonces amor de su vida, la actriz Cynthia Rhodes. 

### Lista de canciones
| Sencillo de 7" 1. "Right Here Waiting" — 4:23 2. "Wait for the Sunrise" — 4:13 Sencillo de 3" 1. "Right Here Waiting" — 4:23 2. "Wait for the Sunrise" — 4:13 3. "Hold on to the Nights" (live at the Palace Theatre, Los Ángeles, CA) — 4:48 | Sencillo en CD 1. "Right Here Waiting" 2. "Hold on to the Nights" (live) 3. "That Was Lulu" (live) 4. "Wild Life" Casete 1. "Right Here Waiting" — 4:23 2. "Wait for the Sunrise" — 4:13 3. "Right Here Waiting" — 4:23 4. "Wait for the Sunrise" — 4:13 |

### Listas de popularidad y ventas
| Lista (1989)                                 | Máxima posición |
| -------------------------------------------- | --------------- |
| Australian ARIA Singles Chart                | 1               |
| Austrian Singles Chart                       | 19              |
| Canadian Singles Chart                       | 1               |
| Dutch Mega Top 100                           | 4               |
| German Singles Chart                         | 12              |
| Irish Singles Chart                          | 1               |
| New Zealand RIANZ Singles Chart              | 1               |
| Norwegian Singles Chart                      | 4               |
| Swedish Singles Chart                        | 7               |
| Swiss Singles Chart                          | 6               |
| UK Singles Chart                             | 2               |
| U.S. Billboard Hot 100                       | 1               |
| U.S. Radio & Records CHR/Pop Airplay Chart   | 1               |
| U.S. Billboard Hot Adult Contemporary Tracks | 1               |
| Lista (1990)                                 | Máxima posición |
| French SNEP Singles Chart                    | 19              |

| Fin de año (1989)        | Posición |
| ------------------------ | -------- |
| Australian Singles Chart | 14       |

| País           | Certificación | Fecha                    | Ventas    |
| -------------- | ------------- | ------------------------ | --------- |
| Canadá         | Oro           | 27 de septiembre de 1989 | 50,000    |
| Reino Unido    | Plata         | 1 de septiembre de 1989  | 200,000   |
| Estados Unidos | Platino       | 16 de octubre de 1989    | 1,000,000 |

## Personal
- Richard Marx: voz
- CJ Vanston: teclados electrónicos
- Bruce Gaitsch: guitarras

## Versión de Monica
En 1999, la cantante estadounidense Monica lanzó una versión R&B de «Right Here Waiting» con la colaboración del grupo 112. Su cover fue incluido en su segundo álbum de estudio titulado The Boy Is Mine.

### Posicionamiento en listas
| Listas (2000)                              | Mejor posición |
| ------------------------------------------ | -------------- |
| Estados Unidos Adult R&B Songs (Billboard) | 32             |

## Otras versiones
Otras versiones de la canción fueron las de: Julio Iglesias (2006), Il Divo (2018) y Filippa Giordano con Carlos Marín (2018).